# Palác arcivévody Karla
Palác arcivévody Karla, německy Palais Erzherzog Carl (či Palais Erzherzog Carl-Ypsilanti) se nachází v 1. vídeňském městském okrese Vnitřní Město, v ulici Seilerstätte 30.

## Dějiny
Na místě dnešního paláce stávaly domy poprvé zmíněné již v 15. století, které byly několikrát přestavěny. V roce 1567 se na tomto místě nacházela císařská slévárna. Roku 1603 věnoval císař Rudolf II. budovu dvornímu válečnému radovi Heinrichu Nickhardtovi. V letech 1707 až 1788 byla sídlem zastavárny a do roku 1721 též dražební síně. Roku 1708 byla budova prodána chudobinci, přestavěna a opatřena novou fasádou. V roce 1788 zastavárna přesídlila do zrušeného kláštera svaté Doroty a budova přešla do vlastnictví Daniela svobodného pána von Zephranovich.
Roku 1805 nemovitost nabyl arcivévoda Karel (Carl) a ta roku 1838 přešla do vlastnictví Georga svobodného pána von Sina. V letech 1958–1960 byl palác upraven podle návrhu Josefa Krawiny pro charitativní spolek vídeňské arcidiecéze na kulturní centrum s divadlem a studentskou kolej. V letech 1998-2000 proběhla nová přestavba na muzeum a vybavení pro účely hudebních zkoušek a koncertním sálem. Dnes v paláci sídlí Haus der Musik a Muzeum Vídeňských filharmoniků.

## Popis budovy
Ze tří stran – z ulic Seilerstätte, Annagasse a Walfischgasse – volně stojící stavba na místě někdejší Wasserkunstbastei, působí díky své uzavřené fasádě o pěti patrech monumentálním dojmem. Barokní průčelí směrem do ulice je připisována Franzi Antonu Pilgramovi. Na dvoupatrovém kvádrovitém podstavci s pravoúhlými okny s rovnou střechou se zdvihají tři horní patra s ohraničením z železivce. Okna díky přerušování tvoří osové intervaly. V beletáži mají okna lomený oblouk nad subtilními konzolami a okny v nad nimi ležícím patře jsou rovněž opatřeny rovnou střechou. Dva mřížované balkony, na fasádě Seilerstätte, vzniklé kolem roku 1872, vytvářejí ještě další výrazný prvek. Stupně velkého schodiště jsou vytvořeny z tvrdého bílého kaisersteinu.
Pamětní deska na paláci připomíná Otto Nicolaie, jemuž je také věnována pamětní místnost. Lizénami orámovaný kulatý obloukový portál s kamenným klínem v Seilerstätte je osazen členitým segmentovým obloukem. Portál na Annagasse, pruhovými oblouky, nesenými dvojitými sloupy, je přepažen balkonem posazeným na konzolách.